# Wiktor Pogadajew
Wiktor Aleksandrowicz Pogadajew (ros. Виктор Александрович Погадаев; ur. 20 listopada 1946 w miejscowości Sakmara) – rosyjski historyk, orientalista, tłumacz. Specjalizuje się w historii i kulturze Azji Południowo-Wschodniej. Jest także leksykografem. Jego dorobek obejmuje ponad 200 książek bądź artykułów na temat języka, historii i kultury malezyjsko-indonezyjskiej.
W latach 1965–1970 studiował język indonezyjski w Instytucie Języków Orientalnych Moskiewskiego Uniwersytetu Państwowego. W latach 1970–1971 studiował język malajski na Uniwersytecie Malaya (Kuala Lumpur). W 1975 r. ukończył studia podyplomowe w Instytucie Studiów Azjatyckich i Afrykańskich Moskiewskiego Uniwersytetu Państwowego. W 1976 r. uzyskał doktorat.

## Twórczość
- Małajzijsko-russko-anglijskij słowarʹ (współautorstwo, 1977)
- Penyair Agung Rusia Pushkin dan Dunia Timur (2003)
- Kamus Rusia-Indonesia, Indonesia-Rusia (2010)
- Nowyj małajsko-russkij i russko-małajskij słowarʹ (2016).